# USS Rafael Peralta (DDG-115)
USS Rafael Peralta (DDG-115) é um navio de guerra da Marinha dos Estados Unidos. É o 65º navio da classe Arleigh Burke.
O nome do navio de guerra é uma homenagem ao sargento Rafael Peralta (1979-2004) morto em ação durante os combates da Operação Liberdade do Iraque. O militar recebeu postumamente a Navy Cross por seu ato de bravura ao se atirar sobre uma granada para salvar seus colegas fuzileiros navais da explosão.
Em 2014 a embarcação foi lançada ao mar e começou o treinamento e entrosamento da tripulação. O USS Rafael Peralta foi comissionado para o serviço ativo em 29 de julho de 2017 e enviado para o porto da Base Naval de San Diego.